# Maria Mambo Café flygplats
Maria Mambo Café flygplats är en flygplats som servar staden och provinsen Kabinda, en exklav i nordvästra Angola. Exklaven är omringad av Kongo-Kinshasa till syd och öst, samt Kongo-Brazzaville till norr.
TAAG Angola Airlines, Angolas nationella flygbolag samt det nygrundade flygbolaget Fly Angola har flygningar till Angolas huvudstad Luanda flera gånger om dygnet (november 2024). Flygplatsen har IATA-koden CAB, samt ICAO-koden FNCA.
Flygplatsen är försedd med en 2 500 meter lång asfalterad landningsbana, som går i kompassriktningarna 18/36. Maria Mambo flygplats är belägen 20 meter meter över havet, och mitt i södra delen av staden, omringad av bebyggelse. Namnet, Maria Mambo Café flygplats är en hyllning till Maria Mambo Café, en angolansk politiker för partiet MPLA som avled 2013.
Landningar görs med hjälp av navigationssystemet VOR/DME, flygplatsen är även utrustad med en non-directional beacon, eller radiofyr. Maria Mambo Café flygplats har även flygbränsle för tankning av inkommande trafik. Flygplatsen drivs av det statligt ägda företaget Sociedade Gestora de Aeroportos (SGA, SA), som driver 39 flygplatser i landet.

## Ny flygplats
Företaget A1V2, egentligen Engenharia Civil Arquitectura Lda, baserat i Lissabon har sedan 2007 planerat att bygga en ny, större, internationell flygplats, 34 kilometer nord om Kabinda, nära byn Malembo.
Arbetet har påbörjats 2023. Den nya flygplatsen skall ha två landningsbanor, varav den ena 3 500 meter lång. En designad terminal om 12 000 kvadratmeter. Flygplatsen ska ha både civil och militär kapacitet, och ha utrymme nog för en Boeing 777 till exempel. Arbetet kommer enligt företaget kosta 500 miljoner euro. Budgeten har emellertid sänkts till cirka 250 miljoner dollar, och bygget ska vara klart inom 2 år, i praktiken i juni 2025.